# Institut postgraduálního vzdělávání ve zdravotnictví
Institut postgraduálního vzdělávání ve zdravotnictví (IPVZ) je přímo řízenou organizací Ministerstva zdravotnictví ČR a tím garantuje a systematicky realizuje státní politiku v oblasti zdravotnictví. Institut je dlouhodobě největším poskytovatelem kontinuálního zdravotnického vzdělávání v České republice, a to i díky tomu, že udržuje vzdělávací kapacity ve všech 96 medicínských oborech.
Byl založen roku 1953 a od té doby organizuje specializační a celoživotní vzdělávání lékařů, farmaceutů, zubních lékařů a vybraných nelékařských zdravotnických profesí. Institut zároveň zajišťuje atestační nebo závěrečné zkoušky ve 44 nástavbových oborech, v 7 základních oborech (všeobecné praktické lékařství a obory farmaceutické) a v 15 nelékařských oborech. Významnou roli sehrává Institut také v celoživotním vzdělávání, které zajišťuje formou kurzů, seminářů, workshopů a odborných stáží.
V roce 2022 Institut zrealizoval průběžné a prohlubující vzdělávání pro více než 21 000 účastníků. Program celoživotního vzdělávání absolvovalo téměř 11 00 účastníků. Aprobační zkoušky absolvovalo 707 lékařů, zubních lékařů a farmaceutů.
Kromě atestací v základních oborech probíhá v Institutu celá řada ucelených vzdělávacích programů, které jsou zakončeny ověřováním znalostí. Pedagogická činnost je založena zejména na vzdělávacích akcích zveřejňovaných v Přehledu vzdělávacích akcí IPVZ, který je vydáván pravidelně každé pololetí a nabízí kurzy, stáže, workshopy nebo semináře v rámci specializačního, ale i celoživotního vzdělávání.
Institut se podílí také na činnosti koncepční, metodické, vědecko-výzkumné a konzultační, úzce spolupracuje s Ministerstvem zdravotnictví ČR, jednotlivými lékařskými fakultami a Národním centrem ošetřovatelství a nelékařských zdravotnických oborů v Brně. Ve své činnosti pedagogické a vědecké úzce spolupracuje rovněž s odbornými společnostmi (např. Česká lékařská společnost J. E. Purkyně), profesními komorami (Česká lékařská komora, Česká lékárnická komora, Česká stomatologická komora), ale také s dalšími odbornými a profesními organizacemi v České republice i v zahraničí.
Institut od svého založení až do dnešní doby sídlí ve stejné budově v Ruské ulici v Praze 10, kde je mimo jiné ředitelství a studijní oddělení, svá jednotlivá pedagogická pracoviště má ale po celé České republice.
Od roku 2022 je ředitelkou Institutu MUDr. Irena Maříková, MBA.

## Aktuální činnosti
Institut postgraduálního vzdělávání ve zdravotnictví:
- realizuje
  - specializační vzdělávání
  - celoživotní vzdělávání
  - aprobační zkoušky lékařů, zubních lékařů a farmaceutů
  - atestační zkoušky
- posuzuje odbornou praxi zdravotnických pracovníků absolvovanou při výkonu zdravotnického povolání ve všech oborech
- vede evidenci a archivuje dokumentaci o dalším vzdělávání lékařů, farmaceutů a zubních lékařů od roku 1953
- administrativně zajišťuje agendu rezidenčních míst
- prostřednictvím svého oddělení řízení projektů realizuje projekty EU a zajišťuje udržitelnost již skončených projektů
- disponuje moderním interaktivním výukovým zařízením,  kterým je anatomický stůl, zobrazující ve vysokém 3D rozlišení anatomii lidského těla

## Historie
K 1. červenci 1953 byl výměrem ministra zdravotnictví ze dne 30. června 1953 zřízen Ústav pro doškolování lékařů (ÚDL) jako rozpočtová organizace podřízená přímo Ministerstvu zdravotnictví. ÚDL byl umístěn v budově bývalé Masarykovy státní školy zdravotní v Ruské ulici v Praze. Zde bylo od počátku nejen ředitelství a administrativní úsek, ale také teoretické katedry, učebny a internát s cca 200 lůžky pro účastníky kurzů. ÚDL měl za úkol zabezpečení dalšího vzdělávání lékařů, které již od svého počátku bylo rozděleno na získávání specializací a další doškolování specialistů v praxi. V průběhu času se ÚDL přizpůsoboval daným prioritám v oblasti medicínského vzdělávání.
Organizační struktura ÚDL se vytvářela postupně, na základě nově vznikajících potřeb zdravotnictví i doškolování lékařů dle zásad platné legislativy. Zákon O péči o zdraví lidu z roku 1966, zásadním způsobem ovlivnil systém dalšího vzdělávání nejen lékařů, ale i všech zdravotnických pracovníků stanovením podmínek pro výkon zdravotnických povolání a povinnosti soustavného vzdělávání při výkonu zdravotnického povolání. Tímto zákonem došlo také na přejmenování ÚDL na Institut pro další vzdělávání lékařů a farmaceutů v Praze (ILF).
V 70. a 80. letech rozvoj lékařských věd, nové potřeby zdravotní péče a změny ve specializačních systémech rozšířily úkoly Institutu, zavedly nové nástavbové obory pro lékaře a farmaceuty a zároveň poprvé v historii i pro obory dalšího vzdělávání jiných odborných pracovníků ve zdravotnictví s vysokoškolským vzděláním. V té souvislosti došlo v roce 1977 k výraznému zlepšení komfortu pro účastníky vzdělávacích akcí, a to jak pro posluchače, tak pro učitele, otevřením moderní koleje s deseti účelně vybavenými učebnami, moderně zařízenou a vybavenou odbornou knihovnou, ubytovací kapacitou s více než 300 lůžky a samostatným stravovacím provozem. Tato nová a zároveň druhá budova Institutu, stojící v Budějovické ulici v Praze 4, od svého otevření nese název Hotel ILF.
Od začátku 90. let docházelo v Institutu k postupné transformaci, téměř po dvaceti letech došlo také k úpravě statutu a tím došlo v roce 1993 i k opětovnému přejmenování na současný název Institut postgraduálního vzdělávání ve zdravotnictví (IPVZ), který přesněji odráží širší spektrum účastníků dalšího vzdělávání organizovaného Institutem.
V roce 2011 došlo na základě veřejnoprávní smlouvy k převodu části specializačního vzdělávání lékařů a zubních lékařů z Institutu na lékařské fakulty. Převod se týkal specializačního vzdělávání ve 39 základních oborech (kromě praktického lékařství a praktického lékařství pro děti a dorost) a ve třech oborech zubních lékařů. Specializační vzdělávání praktických lékařů, vzdělávání lékařů v nástavbových oborech, celé specializační vzdělávání farmaceutů a nelékařských zdravotnických pracovníků zůstalo a dodnes zůstává i nadále na IPVZ.

## Seznam ředitelů
- prof. MUDr. Jan Knobloch, DrSc. (1953 – 1977)
- prof. MUDr. Jiří Rödling, CSc. (1977 – 1978)
- prof. MUDr. Pavol Macúch (1978 – 1988)
- prof. MUDr. Vladimír Šerý, DrSc. (1988 – 1988)
- prof. MUDr. Otakar Soběslavský, DrSc. (1988 – 1990)
- prof. MUDr. Ivo Hána, CSc. (1990 – 1994)
- doc. MUDr. Vladimír Hofman, CSc. (1994 – 1996)
- MUDr. Antonín Pečenka (1996 – 1999)
- prof. MUDr. Karel Trnavský, DrSc. (1999 – 2001)
- MUDr. Antonín Malina, Ph.D., MBA (2001 – 2007)
- MUDr. Zdeněk Hadra (2007 – 2009)
- Mgr. Radim Gabriel (2009 – 2011)
- Mgr. Vendula Pírková (2011 – 2011, pověřena řízením)
- MUDr. Vladimír Pavelka (2011 – 2014)
- MUDr. Antonín Malina, Ph.D., MBA (2014 – 2021)
- doc. MUDr. Roman Škulec, Ph.D. (2021 – 2022)
- MUDr. Irena Maříková, MBA (od 2022)

## Budovy
- Ředitelství - Ruská 2412/85, 100 05 Praha 10 (www.ipvz.cz)
- Hotel ILF - Budějovická 743/15, 140 00 Praha 4 (www.hotel-ilf.cz)

### Hotel ILF
Hotel ILF je moderní 3* kongresový hotel, který se nachází v širším centru Prahy s výborným přímým spojením do historického centra města do 10 minut. Hotel ILF nabízí celkem 320 lůžek v pokojové skladbě, kterou tvoří jednolůžkové, dvoulůžkové nebo třílůžkové pokoje s vlastní koupelnou nebo suity, tedy pokoje s oddělenou ložnicovou a obývací částí. Všechny pokoje jsou nekuřácké, vybavené televizí a Wi-Fi připojením k internetu. Hotel ILF je vybaven také speciálně upravenými bezbariérovými pokoji.
Hotel nabízí rozsáhlé variabilní konferenční prostory a kompletní konferenční služby.